# Plaza de toros Monumental de Barcelona

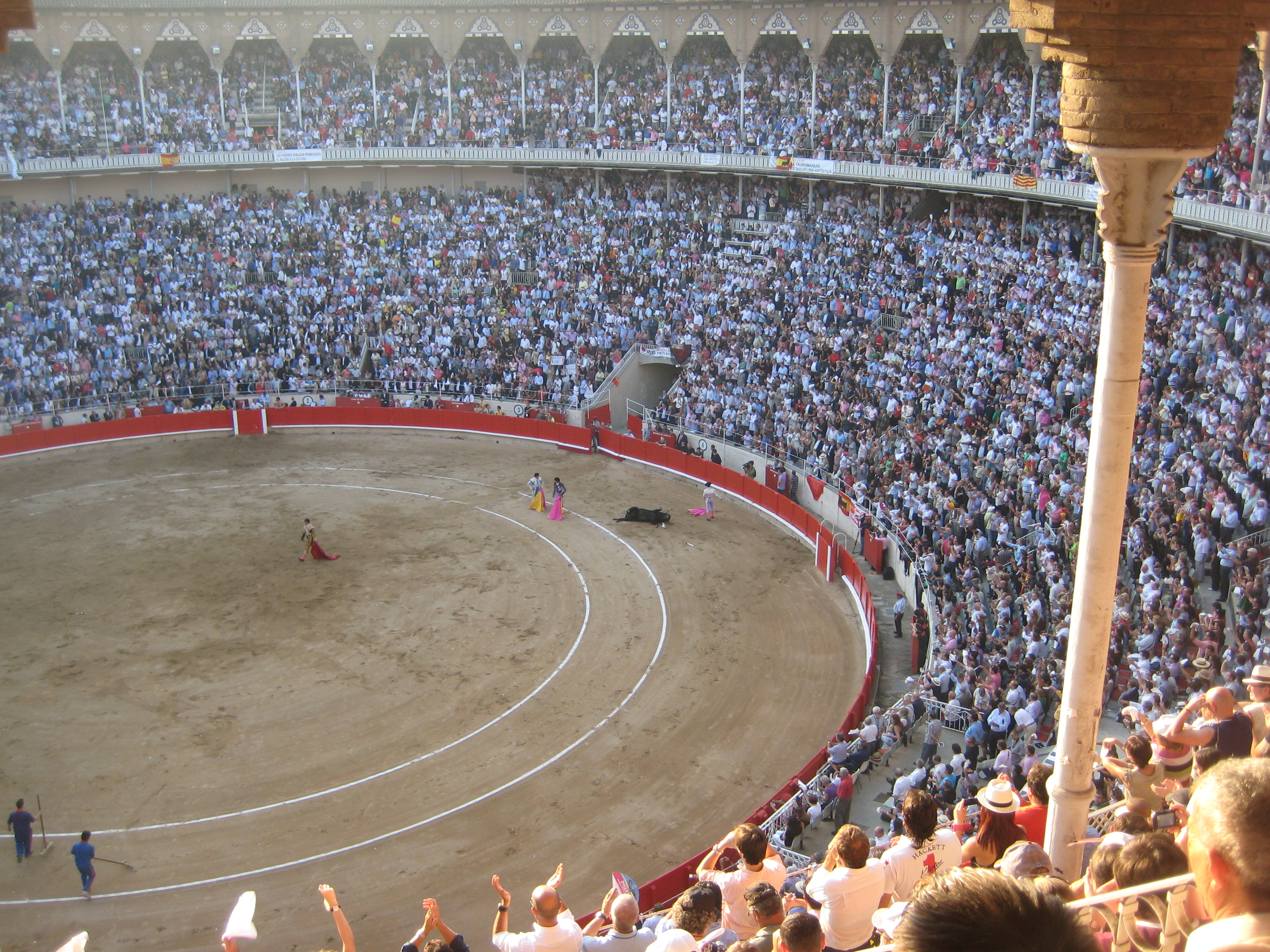
Última corrida de toros en Barcelona 25/9/2011

La Plaza Monumental de Barcelona es una plaza de toros de la ciudad de Barcelona (España). Inaugurada en 1914 con el nombre de Plaza de El Sport, fue inmediatamente ampliada y rebautizada en 1916 con el nombre de "Monumental". Está situada en la confluencia de la Gran Vía y la calle de la Marina (antes «Paseo de Carlos I»), en el distrito del Ensanche de Barcelona. De estilo neomudéjar y bizantino, tiene un aforo de 19.582 localidades. Dispone de 26 filas de tendidos, palcos y gradas en el primer piso cubierto, y una andanada superior que rodea todo el edificio.
Es la última plaza donde se celebraron corridas de toros en Cataluña, en 2011. El Parlamento de Cataluña, tras una votación por propuesta popular, prohibió los espectáculos taurinos el 28 de julio de 2010, que cuatro años más tarde, en 2016 el Tribunal Constitucional declaró inconstitucional. A pesar de eso, nunca más se celebró ninguna otra corrida de toros en Cataluña.
Propiedad de la familia Balañá, que ha cedido su explotación a la Casa Matilla. Es destinada actualmente a eventos musicales, deportivos y espectáculos circenses, si bien también pueden seguir realizándose espectáculos taurinos.

## Historia
La Plaza Monumental de Barcelona fue inaugurada en 1914 bajo el nombre de "El Sport". En su corrida inaugural torearon toros de Veragua los toreros Vicente Pastor, Bienvenida, Vázquez y Torquito. Existían ya otras dos importantes plazas en Barcelona: la Plaza de El Torín (conocida también como plaza de La Barceloneta, construida en 1834) y la Plaza de las Arenas (en la Plaza de España, fundada en 1900).
En 1916 la plaza fue rebautizada con el nombre de "Monumental" y ampliado su aforo a 24 000 espectadores, visto el impulso que iba tomando la afición en aquellos años. En la corrida de reinauguración, el 27 de febrero de 1916, torearon, con toros de Benjumea, los toreros Joselito el Gallo (gran impulsor de la idea de construir plazas monumentales), Francisco Posada y Julián Sainz Martínez "Saleri II".

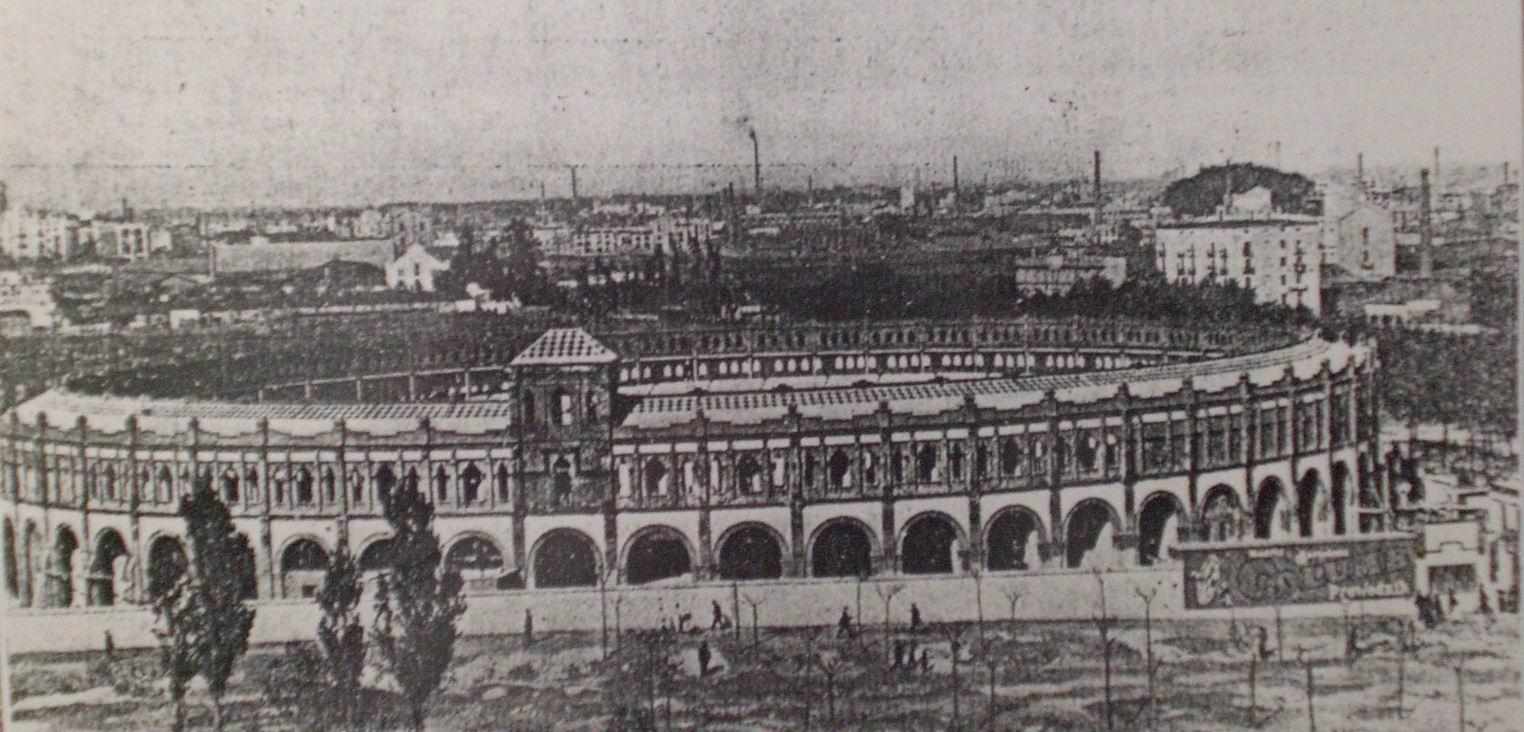
Plaza de toros "el Sport", posteriormente modificada y renombrada como "Monumental", obra de Manuel J. Raspall 1914 (desaparecida).

Plaza de toros Monumental, Walter Mittelholzer, 1931/31

Desde el primer momento, la Monumental adquirió un gran prestigio por la categoría de los carteles que ofrecía, siendo considerada una de las tres plazas más prestigiosas de España, junto a la plaza de Las Ventas de Madrid y la Maestranza de Sevilla.
El 27 de septiembre de 1956, ocurre algo inédito,[cita requerida] tres hermanos torean ese día; César Girón, quien el 28 de septiembre de 1952 había tomado su alternativa en la Monumental de Barcelona, le da la alternativa esa tarde a sus hermanos Rafael y Curro, siendo esta la primera y única vez que tres extranjeros, éstos venezolanos, tomaban parte en un festejo taurino en España en una misma tarde sin la actuación de un diestro español.
Desde junio de 1977 se convirtió en la única plaza de toros de Barcelona, tras la desaparición de la Plaza del Torín y del cierre de la Plaza de las Arenas. En junio de 2007 esta plaza fue el escenario elegido por el diestro José Tomás para su reaparición, tras cinco años retirado, lo que supuso un gran acontecimiento mediático y un histórico lleno, algo que no se producía en la Monumental desde hacía dos décadas y que supuso un revulsivo para la afición taurina barcelonesa.
El 28 de julio de 2010 el Parlamento de Cataluña votó la aprobación de la abolición de las corridas de toros en Cataluña. En sus últimos años, la Monumental, única plaza de toros activa en Cataluña, cada vez recibió menos aficionados debido a la pérdida de popularidad de la Tauromaquia en la región.
El 20 de octubre de 2016, el Tribunal Constitucional declaró inconstitucional la abolición de los toros en Cataluña, tras cinco años con la Monumental cerrada por varios decretos, y se abrió nuevamente el derecho a ejercer y efectuar corridas de toros en la Monumental de Barcelona.
Cabe reseñar que, en el interior de la Monumental se halla el Museo Taurino de Barcelona, donde se exponen trajes de famosos toreros, cabezas de toros célebres, documentos históricos y demás objetos relacionados con la tauromaquia.

## Eventos musicales
La Plaza de toros Monumental ha sido escenario de numerosos eventos musicales, especialmente entre los años 60 y años 90. Antes de la inauguración del Palau Sant Jordi, la Monumental era uno de los pocos espacios de la ciudad que podían dar cabida a 25.000 espectadores (contando los espectadores que se ubicaban en el ruedo). Por ello, pese a estar al aire libre y no estar dotada de las mejores condiciones acústicas, acogió durante tres décadas los conciertos de los más célebres cantantes y grupos musicales del panorama nacional e internacional.
El concierto más célebre de todos cuantos se celebraron en la Monumental fue el ofrecido por el conjunto inglés The Beatles el 3 de julio de 1965. Aquel histórico concierto, el único ofrecido por los Beatles en Barcelona, sigue considerándose el primer evento musical de primer orden que tuvo lugar en la ciudad.
Posteriormente, el 11 de junio de 1976, la Monumental acogió el primer concierto en España de The Rolling Stones, gracias a la iniciativa del empresario Gay Mercader.
Los conciertos más multitudinarios que se han celebrado en la Monumental son:
- 1965 (3 de julio): Concierto de The Beatles. Asistieron 25.000 personas.
- 1976 (11 de junio): Concierto de The Rolling Stones (el primero en España del conjunto británico).
- 1980 (30 de junio): Concierto de Bob Marley.
- 1985 (septiembre): Concierto de Luis Miguel.
- 1990 (6 de julio): Concierto de Tina Turner.
- 1992 (9 de mayo): Concierto de Dire Straits.
- 1992 (3 de julio): Concierto de Bruce Springsteen.
- 1992 (9 de julio): Concierto de Sau.

En 1986 estaba previsto que Queen tocara aquí, pero finalmente lo hicieron en el Mini Estadi.

## Otros eventos
Dadas sus características, la plaza ha sido también escenario habitual de espectáculos deportivos (especialmente boxeo), circerses, verbenas y mítines políticos.

## Futuro de la plaza después del cierre
Un proyecto del arquitecto catalán Xavier Vilalta plantea la conversión de la plaza en un complejo "sostenible, deportivo y de respeto a los animales". Así, los miles de metros cuadrados de la manzana del Ensanche que ocupa el coso modernista darían paso a diversos espacios para la investigación ecológica, zonas de restauración con certificado ecológico y recinto deportivo –que se extendería en el ruedo para practicar deportes en la arena-.